# Afraurantium
Afraurantium, monotipski biljni rod iz porodice rutovki, smješten u podtribus Citrinae. Jedina je vrsta   	A. senegalense, senegalski endem.